# Füllhorn (Heraldik)

Stadtwappen Charkiw, Ukraine, mit Füllhorn

Wappen von Kalenborn (bei Altenahr)

Das Füllhorn ist in der Heraldik eine gemeine Figur. Es werden zwei Darstellungsarten damit bezeichnet:
Die eine Form wird als Symbol für Überfluss gezeigt, das die Hoffnung auf oder den Glauben an Glück und Wohlstand zum Ausdruck bringen soll. Hier ist das Füllhorn ein trichterförmiges Behältnis, ähnlich dem spitzen Gehäuse einer Schnecke, aus dem der Reichtum geschüttet wird. In der Heraldik kommt es beispielsweise in den Wappen von Peru und Panama vor. Die bevorzugte Farbgebung ist Gold oder Silber. Das Füllhorn kann auch von Wappenfiguren gehalten werden. Auch eine Darstellung im Oberwappen, wie im Wappen Venezuelas, oder neben dem Wappenschild ist möglich.
Die andere auch als „Füllhörner“ bezeichnete Wappenfigur zeigt eigentlich paarige Büffelhörner, ursprünglich im Sinne einer Jagdtrophäe. Die Benennung entstand, nachdem etwa im 15. Jahrhundert die offene Hörnerform bei solchen Darstellungen üblich wurde, woraufhin das Motiv irrtümlich als Abbildung von Elefantenzähnen, -rüsseln oder -schnauzen, Füllhörnern oder Trompeten gedeutet wurde.